# Campionato nordamericano maschile di pallavolo
Il campionato nordamericano maschile di pallavolo è una competizione pallavolistica per squadre nazionali nordamericane, organizzata con cadenza biennale dalla NORCECA.

## Edizioni
| Edizione      | Edizione        | Podio       | Podio           | Podio       |
| Anno          | Organizzatore   | Campione    | Seconda         | Terza       |
| ------------- | --------------- | ----------- | --------------- | ----------- |
| 1969 Dettagli | Messico         | Cuba        | Messico         | Stati Uniti |
| 1971 Dettagli | Cuba            | Cuba        | Stati Uniti     | Messico     |
| 1973 Dettagli | Messico         | Stati Uniti | Cuba            | Canada      |
| 1975 Dettagli | Stati Uniti     | Cuba        | Messico         | Stati Uniti |
| 1977 Dettagli | Rep. Dominicana | Cuba        | Messico         | Stati Uniti |
| 1979 Dettagli | Cuba            | Cuba        | Canada          | Messico     |
| 1981 Dettagli | Messico         | Cuba        | Stati Uniti     | Canada      |
| 1983 Dettagli | Stati Uniti     | Stati Uniti | Canada          | Cuba        |
| 1985 Dettagli | Rep. Dominicana | Stati Uniti | Cuba            | Canada      |
| 1987 Dettagli | Cuba            | Cuba        | Stati Uniti     | Canada      |
| 1989 Dettagli | Porto Rico      | Cuba        | Canada          | Stati Uniti |
| 1991 Dettagli | Canada          | Cuba        | Stati Uniti     | Canada      |
| 1993 Dettagli | Stati Uniti     | Cuba        | Stati Uniti     | Canada      |
| 1995 Dettagli | Canada          | Cuba        | Stati Uniti     | Canada      |
| 1997 Dettagli | Porto Rico      | Cuba        | Stati Uniti     | Canada      |
| 1999 Dettagli | Messico         | Stati Uniti | Cuba            | Canada      |
| 2001 Dettagli | Barbados        | Cuba        | Stati Uniti     | Canada      |
| 2003 Dettagli | Messico         | Stati Uniti | Canada          | Cuba        |
| 2005 Dettagli | Canada          | Stati Uniti | Cuba            | Canada      |
| 2007 Dettagli | Stati Uniti     | Stati Uniti | Porto Rico      | Cuba        |
| 2009 Dettagli | Porto Rico      | Cuba        | Stati Uniti     | Porto Rico  |
| 2011 Dettagli | Porto Rico      | Cuba        | Stati Uniti     | Canada      |
| 2013 Dettagli | Canada          | Stati Uniti | Canada          | Cuba        |
| 2015 Dettagli | Messico         | Canada      | Cuba            | Porto Rico  |
| 2017 Dettagli | Stati Uniti     | Stati Uniti | Rep. Dominicana | Canada      |
| 2019 Dettagli | Canada          | Cuba        | Stati Uniti     | Canada      |
| 2021 Dettagli | Messico         | Porto Rico  | Canada          | Messico     |
| 2023 Dettagli | Messico         | Stati Uniti | Canada          | Cuba        |

## Medagliere
| Pos. | Squadra         | 1º posto | 2º posto | 3º posto | Totale |
| ---- | --------------- | -------- | -------- | -------- | ------ |
| 1    | Cuba            | 16       | 5        | 5        | 26     |
| 2    | Stati Uniti     | 10       | 11       | 4        | 25     |
| 3    | Canada          | 1        | 7        | 14       | 22     |
| 4    | Porto Rico      | 1        | 1        | 2        | 4      |
| 5    | Messico         | 0        | 3        | 3        | 6      |
| 6    | Rep. Dominicana | 0        | 1        | 0        | 1      |